# Fuzati
Fuzati est un rappeur, DJ et producteur français né en 1978. Originaire de Versailles, il est membre et fondateur du groupe de hip-hop français Klub des Loosers.

## Biographie
Fuzati est originaire de Versailles, dans les Yvelines. Il découvre le hip-hop en 1989. « Quand j’ai commencé à rapper, je dirais que ça n’était même pas du rap, plutôt du post-hip-hop. C’était de la musique de gens qui avaient grandi avec le hip-hop et avaient une vraie culture hip-hop mais le faisaient à leur manière » explique-t-il. Son nom de scène, Fuzati, s'inspire de l'auteur italien Dino Buzzati. Étudiant en droit de la communication, journaliste dans le magazine Clark[réf. souhaitée] puis MC, producteur, cofondateur du Klub des Loosers. Le Klub des Loosers se compose à l'origine de deux membres, comprenant Fuzati et DJ Orgasmic Le Toxicologue, qui rejoint définitivement TTC à la sortie de leur deuxième album Bâtards Sensibles, et est par la suite remplacé par DJ Detect.
Fuzati collabore avec Teki Latex, membre de TTC, à l'émission Grekfrites sur Canal Web entre 1999 et 2001,. Il participe également en 2003 au projet L'Atelier aux côtés du même Teki Latex, Cyanure (du groupe ATK), James Delleck qu'il retrouve la même année sur un morceau du projet Gravité Zéro, Para One et Tacteel du duo FuckALoop. Les titres les plus connus sont La femme de fer, Baise les gens et Sous le signe du V. Ce dernier titre est le fruit d'une collaboration musicale avec Jean-Benoît Dunckel, l'un des membres du groupe Air.
Fuzati écrit le premier album Vive la vie du Klub des Loosers à 22 ou 23 ans, album qui est réalisé par James Delleck et édité par le label Record Makers, qu'il a depuis quitté. Vive la Vie, publié en 2004, raconte les déboires d'un adolescent dans sa quête amoureuse. Le groupe obtient la reconnaissance de la presse spécialisée grâce à l'album.
Le rappeur fait aussi une apparition dans l'émission radiophonique 33h Chrono (sortie également en DVD, même s'il n'y apparait pas), émission où l'animateur Arthur tentait de battre le record du monde du plus long direct à la radio, où il a interprété les titres L'hymne et Perspectives. Il est ensuite réapparu dans l'émission Arthur et les Pirates sur Europe 2 où il a interprété L'hymne et Dead Hip-hop. Dans ces émissions, il retrouve Jonathan Lambert, avec lequel il a travaillé dans le magazine Clark, et qui est apparu dans le refrain du titre Baise les gens en reprenant le rôle de Damien Baïzé.
Le 31 mai 2010, Fuzati publie un album intitulé Spring Tales, album instrumental avec 21 beats qu'il a créés avec le Klub des Loosers. Il publie aussi les Broadcast Sessions, mixtapes de mix et d'instrumentaux personnels ; édités par Corso Fleuri et limités à 500 exemplaires par volume, en juin 2012, 4 des 5 volumes sont parus, toujours sous le nom du Klub des Loosers.
Le 18 janvier 2012 sort L'indien, premier extrait du prochain album du Klub des Loosers, La fin de l'espèce, puis le 20 février Volutes, le second extrait. Le 5 mars 2012 sort La fin de l'espèce, le deuxième album du Klub des Loosers édité sous le label Les disques du manoir.
Le 21 avril 2014 sort Grand Siècle, co-réalisé avec Orgasmic.
Le 13 octobre 2017 sort Le Chat et Autres Histoires, produit sans DJ et empruntant un virage plus pop. L'album est conçu comme un recueil de nouvelles, mais ne constitue pas le dernier volet du triptyque du Klub dont Vive la Vie et La Fin de l'Espèce sont les deux premiers opus.
Depuis janvier 2018, Fuzati tient une résidence mensuelle à la Petite Halle de la Villette en tant que DJ. Ces soirées portent le nom de ses deux labels de rééditions : Le Très Jazz Club et Le Très Groove Club.
Depuis, il continue ses DJ set, et notamment le 26 octobre 2019, lorsqu'il organise une vente d'une partie de sa collection de disque chez le disquaire Dizonord à Paris.
Dans un entretien accordé à L'Obs, publié en novembre 2019, Fuzati annonce le quatrième album studio du Klub des Loosers pour le printemps 2020. En février 2020, il confirme l'information sur les réseaux sociaux, précisant la date de sortie : 24 avril 2020. En raison de la crise sanitaire de la COVID 19, l'album Vanité sort finalement le 18 septembre 2020.

### Vie privée
Discret sur sa vie privée, Fuzati conserve toujours son masque lors de ses apparitions en public : c'est une manière pour lui de distinguer son quotidien du personnage qu'il incarne dans le monde du rap[Interprétation personnelle ?].

## Le Klub des 7
Le projet Le Klub des 7 de Fuzati le réunit à ses compères du projet Gravité Zéro ainsi que Gérard Baste des Svinkels, Cyanure et Fredy K du collectif ATK et DJ Detect (du Klub des Loosers). Fuzati précise : « au départ, ce n’était pas un groupe. J’avais créé ce projet parce que le label Vicious Circle m’avait demandé de faire un album, je faisais des prods et j’ai invité des mecs à poser dessus. Il n’y a qu’un morceau commun, sinon ce ne sont que des solos ! Après, on est partis en tournée, ça a donné l’impression d’un groupe, mais on n'en était pas un. »

## Discographie

### L'Atelier
- 2003 : Buffet des anciens élèves

### Klub des Loosers
- 2003 : Baise les gens (avec Teki Latex, James Delleck, Cyanure, Tacteel, Para One) (EP)
- 2003 : La femme de fer (EP)
- 2004 : Sous Le Signe du V (EP)
- 2004 : Vive la Vie  (album)
- 2005 : AM704 (EP)
- 2005 : Radio Show Vol.1 (compilation)
- 2008 : Broadcast Sessions #1 (mixtape)
- 2008 : Broadcast Sessions #2 (mixtape)
- 2010 : Spring Tales (compilation)
- 2010 : Broadcast Sessions #3 (mixtape)
- 2012 : Broadcast Sessions #4 (mixtape)
- 2012 : La fin de l'espèce (album)
- 2012 : Spring Tales (nouvelle version; compilation)
- 2013 : Last Days (compilation)
- 2017 : Le Chat et Autres Histoires (album)
- 2020 : Battre (single)
- 2020 : Vanité (album)

### Le Klub des 7
- 2006 : Le Klub des 7
- 2009 : La Classe de Musique

### Orgasmic & Fuzati
- 2014 : Grand siècle

### Fuzati & Le Motel
- 2023 : Baltimore